# Toau
Toau is een atol dat administratief behoort tot de gemeente Fakarava  in het midden van de Tuamotu archipel in Frans-Polynesië, in de Grote Oceaan. Sinds 1977 is dit atol, samen met zes andere atollen van de gemeente Fakarava aangewezen als Biosfeerreservaat.
Dit atol ligt 14 km ten noordoosten van het atol Fakarava, het dichtst bijzijnde eiland. Toau ligt 375 km van Tahiti. Het atol is ovaalvormig met een lengte van 35 km en een breedte van 18 km. Het landoppervlak is 12 km2 en het wateroppervlak van de lagune is 561 km2 waarin drie bevaarbare openingen naar zee.

## Beschrijving

### Geschiedenis en bewoning
De eerste Europeaan die melding maakt van het eiland is kapitein James Cook op 19 april 1774. Daarna bezochten meer ontdekkingsreizigers, onder andere Jules Dumont d'Urville het eiland. In de negentiende eeuw werd het eiland Frans territoriaal bezit. Er woonde toen ongeveer 90 mensen. Daarna werd de productie van kokosolie opgezet. 
In 2017 woonde er 14 personen in het dorp Maragai in het noordwesten bij een opening naar zee in het atol. Er wordt op beperkte schaal parelvisserij bedreven verder zeekomkommers geoogst en kopra gemaakt. Verder ontwikkelt zich op het atol het duiktoerisme.

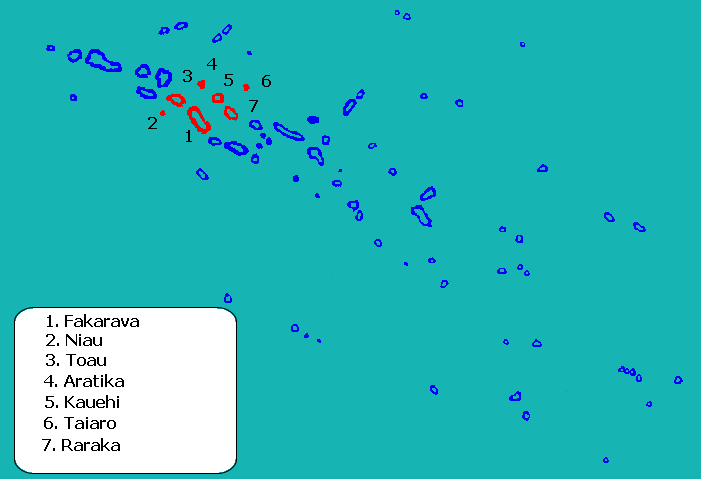
Positie van Toau (3) binnen de Tuamotueilanden

### Ecologie
Het is een biosfeerreservaat waar 43 verschillende vogelsoorten voorkomen met acht vogelsoorten van de Rode Lijst van de IUCN  waaronder de met uitsterven bedreigde hendersonstormvogel (Pterodroma  atrata) en de endemische tuamotujufferduif (Ptilinopus coralensis) en saffierlori (Vini peruviana).